# 705
705 (DCCV) je bilo navadno leto, ki se je po julijanskem koledarju začelo na četrtek.

## Dogodki
- Slovani popolnoma premagajo furlanske Langobarde.

## Rojstva
- Amoghavajra, indijski budistični misijonar in prevajalec na Kitajskem († 774)

## Smrti
- 16. december - Vu Dzetjan, cesarica dinastije Tang  (* 624)

Neznan datum
- Abd al-Malik ibn Marvan, peti kalif Omajadskega kalifata (* 646)
- Kuber, bolgarski kan (* pred 650)